# Orsonville
Orsonville ist eine französische Gemeinde mit 325 Einwohnern (Stand: 1. Januar 2022) im Département Yvelines in der Region Île-de-France. Sie gehört zum Arrondissement Rambouillet und zum Kanton Rambouillet (bis 2015: Kanton Saint-Arnoult-en-Yvelines). Die Einwohner werden Orsonvillois genannt.

## Geographie
Orsonville liegt etwa 54 Kilometer südwestlich von Paris und etwa 18 Kilometer südlich von Rambouillet. Umgeben wird Orsonville von den Nachbargemeinden Prunay-en-Yvelines im Norden, Ablis im Norden und Nordosten, Boinville-le-Gaillard im Osten und Nordosten, Paray-Douaville im Südosten, Aunay-sous-Auneau im Süden sowie Auneau-Bleury-Saint-Symphorien im Westen.
Am östlichen Rand der Gemeinde führt die Route nationale 191 entlang.

## Bevölkerungsentwicklung
| Jahr                      | 1962 | 1968 | 1975 | 1982 | 1990 | 1999 | 2006 | 2013 |
| Einwohner                 | 242  | 244  | 231  | 253  | 255  | 240  | 299  | 338  |
| Quelle: Cassini und INSEE |      |      |      |      |      |      |      |      |

## Sehenswürdigkeiten
Siehe auch: Liste der Monuments historiques in Orsonville
- Kirche Saint-André aus dem 12. Jahrhundert, seit 1939 Monument historique
- Wehrhof Gauvilliers aus dem 15. Jahrhundert, Monument historique seit 1969

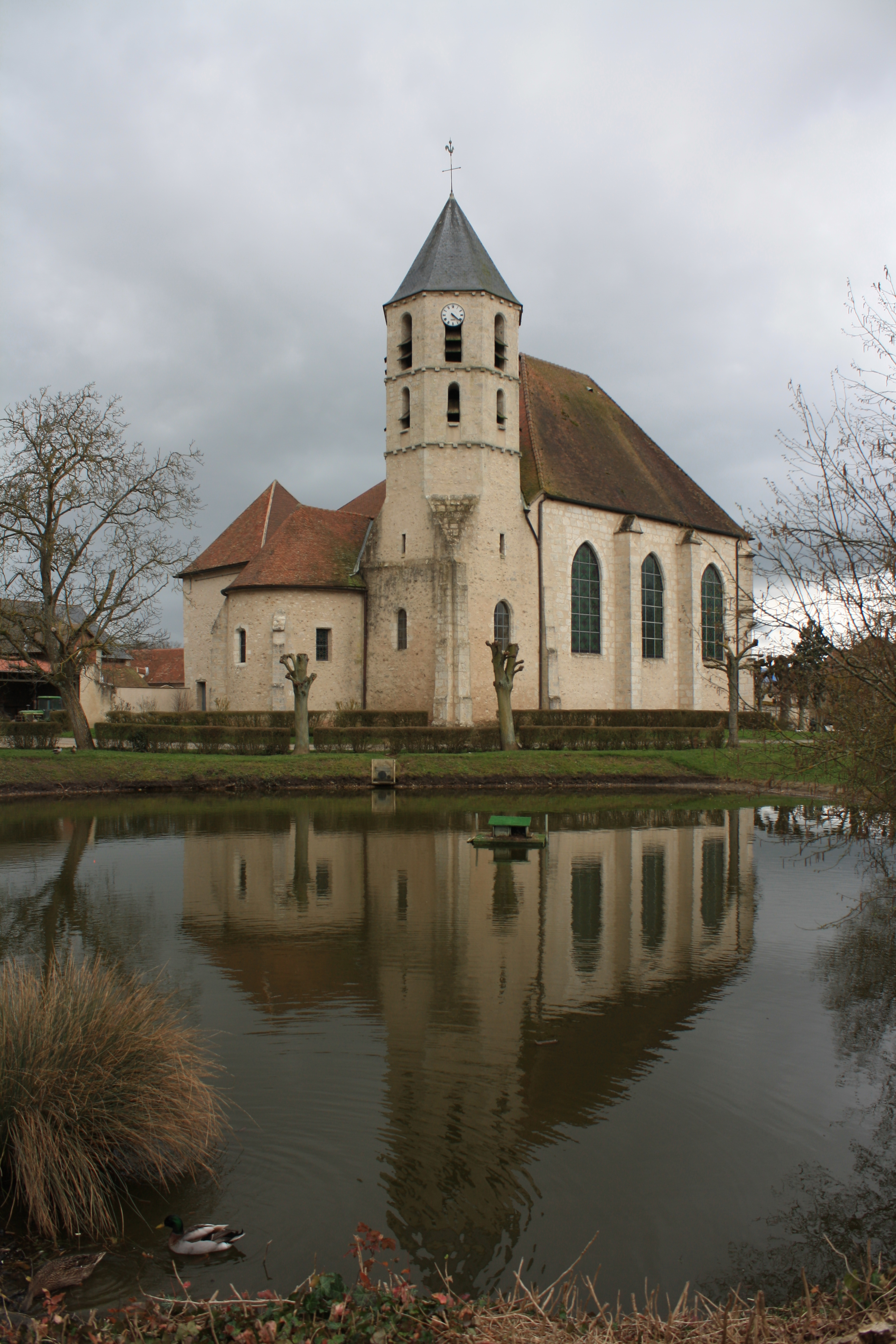
Kirche Saint-André
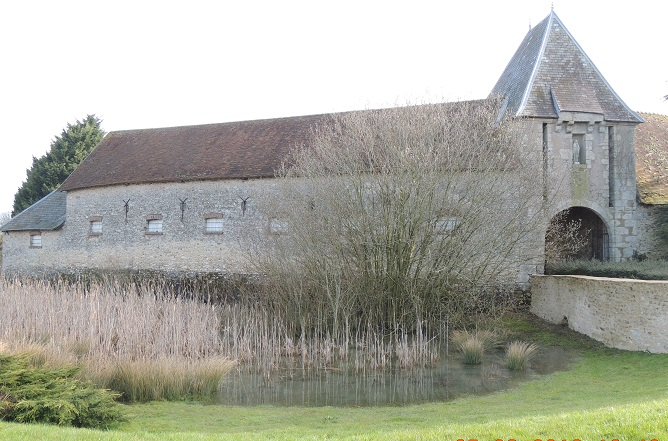
Wehrhof von Gauvilliers